# Marguerite d'Autriche (1536-1566)
Pour les articles homonymes, voir Marguerite d'Autriche.
Marguerite de Habsbourg, archiduchesse d'Autriche, princesse de Hongrie et de Bohême (née le 16 février 1536 et morte le 12 mars 1567), fille de Ferdinand Ier, empereur romain germanique, et d'Anne Jagellon, reine de Hongrie et de Bohême, était un membre de la famille impériale.
Avec ses sœurs Madeleine et Hélène d'Autriche, elle rejoignit le couvent des Dames de Hall (Haller Damenstift).

## Biographie
L'archiduchesse Marguerite d'Autriche est née à Innsbruck , dans le comté du Tyrol (aujourd'hui en Autriche ), le 16 février 1536. Elle était la neuvième enfant et la septième fille de Ferdinand Ier, empereur du Saint-Empire romain germanique (1503-1564) et de son épouse, la princesse Anne de Bohême et de Hongrie (1503-1547). Elle a reçu une éducation stricte et religieuse, fortement influencée par les jésuites,.
Marguerite et sa sœur aînée, l'archiduchesse Madeleine d'Autriche, avaient depuis longtemps exprimé le désir de rester célibataires et de créer une communauté de femmes pieuses, ce que leur père avait du mal à accepter. Après la mort de ce dernier en 1564, elles devinrent toutes deux religieuses à Hall au Tyrol, dans le comté du Tyrol, et fondèrent le couvent des dames de Hall (Haller Damenstift) sous la supervision de la Compagnie de Jésus avec ses sœurs, les archiduchesses Madeleine (1532-1590) et Hélène d'Autriche (1543-1574). Elle y mourut le 12 mars 1567 à l'âge de 31 ans,.